# Yanis Koussim
Yanis Koussim, né à Sétif en 1977, est un réalisateur et scénariste algérien qui appartient, selon la presse spécialisée en Algérie, aux Jeunes Indépendants.Son père, Messaoud, est un ancien footballeur.

## Biographie
C’est au cours de ses études de droit, qu’il poursuivait dans sa ville natale, que Yanis Koussim décide de devenir cinéaste. Il commence alors à faire des courts documentaires, en Algérie et à Paris, puis apprend le métier sur le terrain en devenant assistant sur des tournages, ce qui lui permet d’approcher des réalisateurs tels que Philippe Faucon et Costa-gavras.
Après un bref passage par la FEMIS, Yanis Koussim tourne son premier court de fiction non amateur Khti (« Ma sœur ») en 2007 (il avait déjà tourné deux courts de fiction auparavant), sélectionné dans divers festival dans le monde (Maroc, Émirats arabes unis, France, Espagne, etc.). Khti reçoit deux prix de la réalisation en Algérie, et le Silver Award au Festival international du film de Damas.
Le dernier court métrage de Yanis Koussim, Khouya (« Mon frère »), salué par les critiques en Algérie, a décroché des prix à Locarno, Amiens et Corte et a été sélectionné en compétition internationale au JCC, au FESPACO et au Festival international du court-métrage de Clermont-Ferrand.
En novembre 2011, Khouya (« Mon frère ») est « coup de cœur » France Télévision.
Yanis Koussim a également deux longs documentaires à son actif, les deux en post-production, Mon papa est une légende... et "Même jusqu'en Chine". 
En tant que scénariste, Yanis Koussim écrit ou coécrit tous ses films. Il a également écrit le scénario de Algérie mon amour de Lotfi Bouchouchi et de À mon âge je me cache encore pour fumer... de Rayhana Obermayer, produit pas Michèle Ray-Gavras. Pour la télévision, Yanis Koussim a écrit les scénarios de Nas M'lah City 3, Casbah City et de Dar Drodj. 
Aujourd’hui, Yanis Koussim vit entre Alger et Sétif, et travaille sur plusieurs projets de longs métrages dont Bahara (Bourse Sotigui Kouyaté au JCC 2011), Alger by night"  son premier long métrage, et Roqia.

## Filmographie[2]

### Film

#### Réalisateur

##### Long métrage
- 2018 : ALGER BY NIGHT
- 2012 : UN ETE A  ALGER (LA NUIT)

##### Court métrage
- 2021 : LE MONOLOGUE DE KARIM
- 2010 : KHOUYA (MY BROTHER)
- 2007 : KHTI (MY SISTER)

#### Scénariste

##### Long métrage
- 2024  :EL ZAHIA
- 2018  :ROQIA
- 2015 :ALGER BY NIGHT [3]
- 2011 : A MON AGE JE ME CACHE ENCORE POUR FUMER.
- 2009 ;ALGERIE MON AMOUR
- 2007 :BAHARA
- 2006 :TIMMOUN

##### Court métrage
- 2021: LE MONOLOGUE DE KARIM
- 2009 :LA DOUCHE
- 2009 :KHOUYA (MY BROTHER)
- 2006 :KHTI (MY SISTER)
- 2005 :L'ANTENNE
- 2003 :LE PLUS BEAU DE TOUS LES TANGOS DU MONDE
- 2003 :HISTOIRE(S) DE TANGO

### Documentaire

#### Court-métrage

##### Réalisation
- 2003 : LE PLUS BEAU DE TOUS LES TANGOS DU MONDE
- 2003 : HISTOIRE(S) DE TANGO
- 2002 : LA FANTASIA DU CAVALIER BLANC
- 2001 :SILENCES ET CHUCHOTEMENTS
- 2000 : LA CITE PERDUE